# انجماد
انجماد یا شَجایش (به انگلیسی: Freezing) یک گدازِ فاز است که در آن، مایع به جامد تبدیل می‌شود و دمای آن به پایین‌تر از دمای ذوب می‌رسد.
در بسیاری از موارد، نقطهٔ انجماد و ذوب در مواد یکی است، ولی برای بعضی از مواد این دما متفاوت است؛ مثلاً در آگار پسماند در دمای ذوب و انجماد دیده می‌شود. در دمای ۸۵°C ذوب می‌شود ولی در دمای ۳۱ تا ۴۰°C جامد می‌شود.
انجماد، یک تغییر فاز ماده است که منجر به تولید فاز جامد می‌شود. به‌طور معمول این اتفاق زمانی رخ می‌دهد که دمای فاز مایع کمتر از دمای نقطهٔ انجماد باشد.
برای اکثر مواد نقطه ذوب و نقطهٔ انجماد یکی می‌باشد، موادی وجود دارد که نقطه ذوب و انجماد آنها یکی نمی‌باشد، با این حال این نقاط قابل تعویض نمی‌باشند و نمی‌شود از این اصطلاحات به جای همدیگر استفاده کرد.

## روش تولید قطعات
تولید قطعات صنعتی به روش‌های نیمه جامد، امروزه به عنوان روش نوینی مطرح است. به دلیل زمان بر بودن فرایند تهیه دوغاب در این روش‌ها، روش‌های مختلفی به منظور تولید قطعات با ساختار غیر دندریتی در کوتاهترین زمان ممکن ابداع شده است. به عنوان نمونه، روش مواد مبادله گر آنتالپی (EEM) یکی از متداولترین فرایندها می‌باشد که ناشی از مجاورت دو ماده با آنتالپی بالا و پایین می‌باشد. در این تحقیق تأثیر اضافه نمودن براده بر ساختار قطعات ریخته‌گری شده دایکاست بروی آلیاژ آلومینیوم A380 مورد بررسی قرار گرفته است و امکان‌پذیری تغییر ساختار در شرایط دمای متفاوت بررسی گردیده است. ریزساختار قطعات از دندریتی به گلوبولار تغییر یافته است و ریزساختار عمدتاً شامل دانه‌های فاز آلفا، یوتکتیک و ترکیبات بین فلزی بوده و مطابق نتایج SEM توزیع عناصر مس و آهن در مرزهای دانه‌های آلفای آلومینیوم مشاهده شده است. همچنین مقدار کسر وزنی جامد با استفاده از نتایج آزمون حرارتی محاسبه شد و با تصاویر میکروسکوپی تصدیق گردید.
خواص حالت مایع حد واسط بین بی‌نظمی کامل مولکولی در حالت گاز و آرایش منظم مولکولی در حالت جامد است. در مایعات، مولکولها به قدری آهسته حرکت می‌کنند که نیروهای جاذبه بین مولکولی می‌توانند آنها را در حجم معینی نگه دارند. با این حال، جنبش مولکولها هنوز آنقدر سریع است که نیروهای جاذبه بین مولکولی بتوانند آنها را در مواضع مشخصی از شبکه بلوری ثابت نگه دارند.
با سرد شدن مایع، حرکت مولکولهای آن بیش از پیش کند می‌شود و سرانجام در دمای معینی انرژی جنبشی تعدادی از مولکولها به قدری کم می‌شوند که نیروهای بین مولکولی می‌توانند آنها را در یک شبکه بلوری نگه دارند. در این حال انجماد آغاز می‌شود و مولکولهای کم‌انرژی به‌تدریج در نقاطی از شبکه بلوری قرار می‌گیرند.

## فرایند کلی انجماد
فرایند انجماد به این صورت است که فلز در قالب منجمد می‌گردد و نقش بحرانی در تعیین خواص آلیاژ ریختگی بازی می‌نماید. حتی در هنگامی که آخرین ماده از شکل دهی مکانیکی شمش به‌دست می‌آید، ساختار منجمد شده شمش گاهی منجر به تحت تأثیر قرار گرفتن خواص ماده می‌گردد. تأثیر فرایند انجماد بر خواص عمدتاً به دلیل تأثیرات زیر افزایش پیدا می‌کند، یکی ترکیب یکنواخت مذاب هنگامی که از حالت مذاب به جامد تبدیل می‌گردد، غیر یکنواخت می‌شود، شرایط انجماد گوناگون با ریز ساختارهای متفاوتی از حالت جامد افزایش می‌یابد. بسیار از عیوب ریختگری، از قبیل تخلخل و انقباض، بستگی به نوع آلیاژی است که در قالب منجمد می‌گردد دارد، و دو فاکتور مهم که ریز ساختار انجماد را کنترل می‌نماید ترکیب شیمیایی آلیاژ و شرایط جریان گرمایی در قالب دارد. سرعت سرد شدن به عنوان یک پارامتر مهم در انجماد قطعات ریختگی همواره مورد توجه بوده است. سرعتهای انجماد ی مختلف باعث تغییر ریز ساختار، اندازه دانه، مورفولوژی سیلیسیم یوتکتیکی، فاصله بین بازوهای دندریت و فازهای بین فلزی و به‌طور کلی خواص مکانیکی آلیاژهای آلومینیم می‌گردد. از جمله پارامترهایی که در ریخته‌گری فلزات و آلیاژها حائز اهمیت است درجه حرارت فوق گداز می‌باشد. در مورد قطعاتی که دارای اشکال پیچیده‌ای بوده وتنها به روش ریخته‌گری قابل تولید هستند ازجمله عوامل تعیین‌کننده در تولید قطعات سالم انتخاب درجه حرارت فوق گداز مناسب است. جوانه‌های غیر همگن در دمای بالای دمای ذوب پایدار هستند و داخل مذاب حل نمی‌شوند ولی در دمای بالا امکان حل شدن آنها وجود دارد. با حل شدن این جوانه‌ها مراکز جوانه زنی داخل مذاب کمتر شده رشد دانه از تعداد کمی جوانه صورت می‌گیرد. زیاد از حد بودن فوق گداز در بیشتر مواقع علاوه بر آنکه سیالیت بالاتری را برای ما ندارد حتی ممکن است باعث کاهش سیالیت هم بشود بدین صورت که در اثر واکنش با مواد نسوز کوره ویا قالب و ایجاد اکسیدها و ترکیبات بین فلزی. با فوق گداز بالا گاز بیشتری در مذاب حل می‌شود و عیوب کریستالی مانند ماسه سوزی ترک خوردگی سطحی، پوسته ای شدن و… بیشتر می‌شود.

## اندازه‌گیری سیالیت ریخته‌گری
سیالیت ریخته‌گری به صورت فاصله ای که مذاب قادر است قبل از انجماد در کانال‌های استانداردی که به همین منظور طراحی شده‌اند اندازه‌گیری می‌شود
در گذشته از کانال‌های مستقیم استفاده می‌شد اما این روش به علت وجود معایب متعدد از جمله نیاز به کانال با طول زیاد و حساسیت به زاویه کانال منسوخ شد و امروزه از کانال‌های مار پیچ استفاده می‌شود.

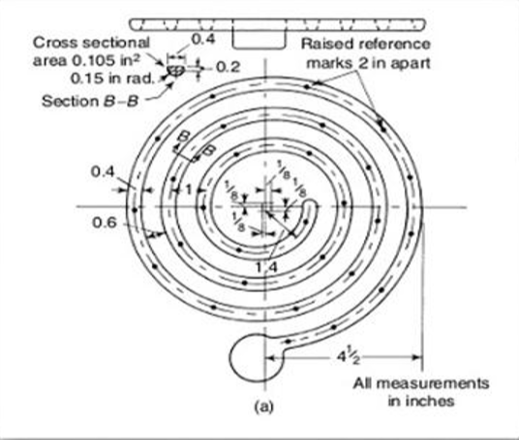
کانال مارپیچ استفاده شده در ریخته‌گری

### عوامل مؤثر بر سیالیت ریخته‌گری

#### دما
سیالیت یک آلیاژ به‌طور مستقیم با فوق گداز مذاب ارتباط دارد.

#### ترکیب شیمیایی
فلزات خالص و آلیاژهای دارای ترکیب یوتکتیک بیشترین سیالیت و آلیاژهایی که محلول جامد تشکیل می‌دهند (به ویژه آنهایی که دارای دامنه انجماد بلند هستند)
سیالیت با دامنه انجماد رابطه عکس دارد.

#### عوامل سطحی مذاب
یکی از مهم‌ترین عوامل سطحی مذاب کشش سطحی مذاب است (که با سیالیت رابطه عکس دارد) که به اندازه کانال عبور مذاب و فیلم‌های سطحی روی مذاب بستگی دارد.
برای مثال در مذاب آلومینیوم فیلم اکسید سطحی موجود باعث افزایش کشش سطحی مذاب تا ۳ برابر می‌گردد.

#### عوامل مربوط به قالب
شرایط قالب می‌تواند به‌طور مستقیم (توسط خصوصیات حرارتی) یا غیر مستقیم (توسط سرعت حرکت سازنده مذاب) بر روی مدت زمان جاری بودن مذاب تأثیر بگذارد.

##### خصوصیات حرارتی
سرعت خنک شدت مذاب در وهله اول توسط نفوذ پذیری حرارتی مواد سازنده قالب تعیین می‌شود.
{\displaystyle D={\sqrt {\rho kC}}}

##### تأثیر سطح قالب
سرعت حرکت مذاب با زبری سطح قالب کاهش می‌یابد پس زبری سطح قالب به اندازه دانه ماسه بستگی دارد.

##### تأثیر فشار هوا
از آنجایی که درون قالب هوا وجود دارد و فلز مذاب جایگزین هوا می‌شود باید هواکش و کانال‌هایی در قالب تعبیه شود تا سیالیت ظاهری مذاب کاهش نیابد.

## جدول
| بهاز   | جامد   | مایع  | گاز      | پلاسما |
| ------ | ------ | ----- | -------- | ------ |
| جامد   |        | ذوب   | تصعید    |        |
| مایع   | انجماد |       | تبخیر    |        |
| گاز    | چگالش  | میعان |          | یونش   |
| پلاسما |        |       | بازترکیب |        |